# Rødbjerg
Rødbjerg, Rotbjerg (dansk) eller Rottberg (tysk) er en bakke og en mindre bebyggelse beliggende 3 km øst for Eskeris i det nordøstlige Angel i Sydslesvig. Administrativt hører bebyggelsen under Eskeris Kommune (Esgrus) i Slesvig-Flensborg kreds i den nordtyske delstat Slesvig-Holsten. I kirkelig henseende hører stedet under Eskeris Sogn. Sognet lå i Ny Herred (Flensborg Amt, Sønderjylland), da området tilhørte Danmark.  
Rødbjerg er første gang nævnt 1664. Stednavnet beskriver en bakke eller ophøjning i et ryddet område. I 1800 nævnes tre parceller, som hørte under Runtoft gods. Senere hørte stedet under Berrishave kommune, indtil det i 1970 kom under Eskeris Kommune. Gårdbygninger er delvist bygget af material af Runtofts tidligere porthus. Rødbjerg har en højde på omtrent 30 m. Stedet er omgivet af Berrishave i vest, Bojum i syd, Runtoft gods i øst og Stavsmark og skoven Trankær i nord. 